# Родионов, Иван Фёдорович
Иван Фёдорович Родионов (1906—1989) — подполковник Советской Армии, участник Великой Отечественной войны, Герой Советского Союза (1945).

## Биография
Иван Родионов родился 27 июня 1906 года в Санкт-Петербурге. После окончания неполной средней школы работал на железной дороге. В 1928—1930 годах проходил службу в Рабоче-крестьянской Красной Армии. В 1932 году Родионов был повторно призван в армию. В 1935 году он окончил Ленинградское военно-политическое училище, в 1938 году — курсы усовершенствования командного состава. С 1942 года — на фронтах Великой Отечественной войны.
К январю 1945 года майор Иван Родионов командовал батальоном 222-го стрелкового полка 49-й стрелковой дивизии 33-й армии 1-го Белорусского фронта. Отличился во время освобождения Польши. 14 января 1945 года батальон Родионова прорвал немецкую оборону в районе населённого пункта Рудки к юго-западу от города Пулавы, после чего преследовал отступающего противника.
Указом Президиума Верховного Совета СССР от 27 февраля 1945 года майор Иван Родионов был удостоен высокого звания Героя Советского Союза с вручением ордена Ленина и медали «Золотая Звезда».
После окончания войны Родионов продолжил службу в Советской Армии. В 1954 году в звании подполковника он был уволен в запас. Проживал и работал в Петродворце. Умер в 1989 году. Похоронен на Бибигоновском кладбище.
Был также награждён двумя орденами Ленина,  Красного Знамени, Отечественной войны 1-й степени и Красной Звезды, рядом медалей.

## Память
- Мемориальная доска в честь Героя Советского Союза И. Ф. Родионова установлена в Петергофе на доме, где он жил (Эрлеровский бульвар, д. 8).
- Имя И. Ф. Родионова увековечено на Монументе Славы в Костроме (площадь Мира).